# 科斯皮夸
科斯皮夸（義大利語：Cospicua），是马耳他的市镇，位于馬耳他島东北部，處於比爾古和森格萊阿之間。市镇面积为0.9平方公里，2019年人口数量为5,170人。

## 外部連結
- 官方网站  （马耳他文） （英文）
- Bir Mula Heritage - A historical house and museum in Cospicua （页面存档备份，存于）
- 馬爾他三姐妹城自由行攻略：區域簡介、交通攻略、景點推薦（页面存档备份，存于）